# Phaulopsis johnstonii
Phaulopsis johnstonii är en akantusväxtart som beskrevs av C. B. Cl.. Phaulopsis johnstonii ingår i släktet Phaulopsis och familjen akantusväxter. Inga underarter finns listade i Catalogue of Life.